# Erica vagans
El brezo, biércol, o Erica vagans L. es una especie de planta fanerógama perteneciente a la familia Ericaceae.

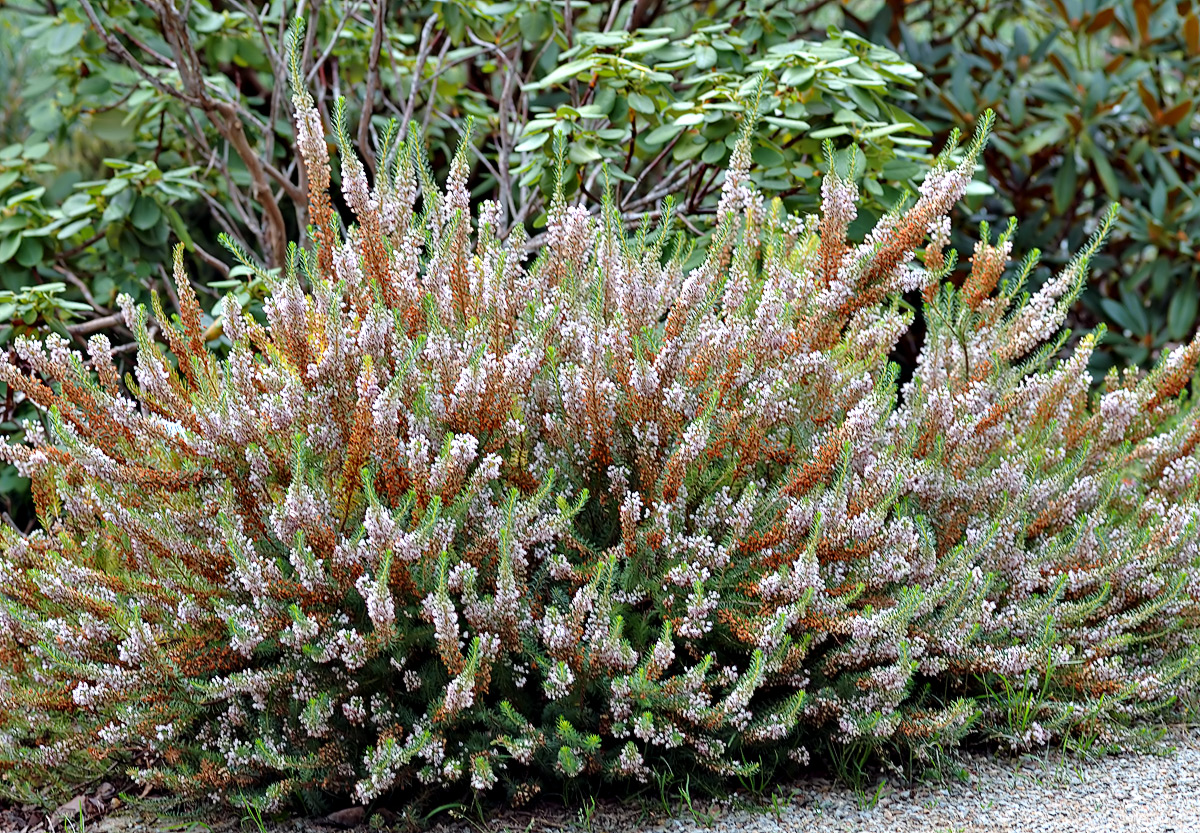
Vista de la planta.

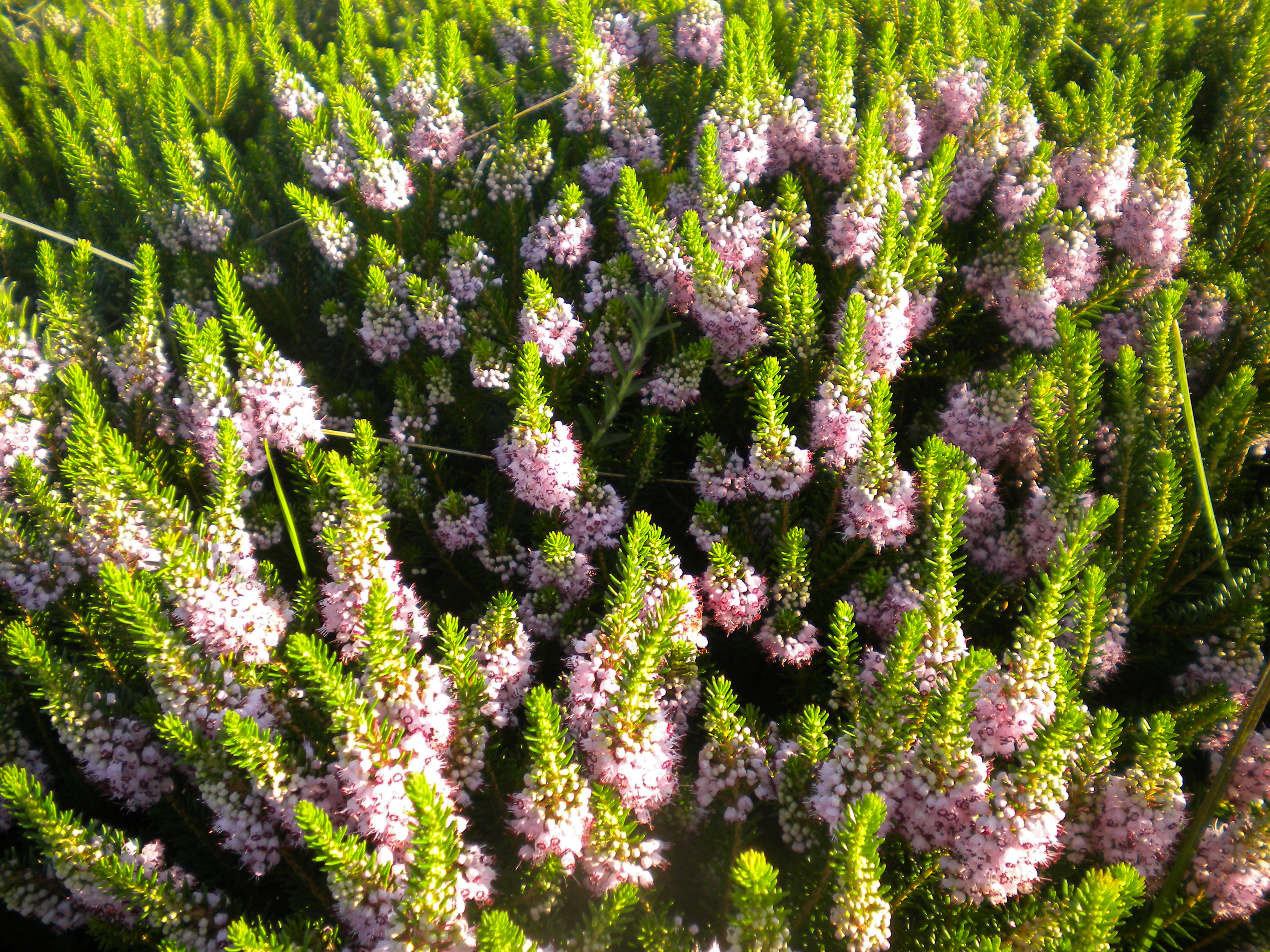
Brezal de E. vagans, en Lugo, España.

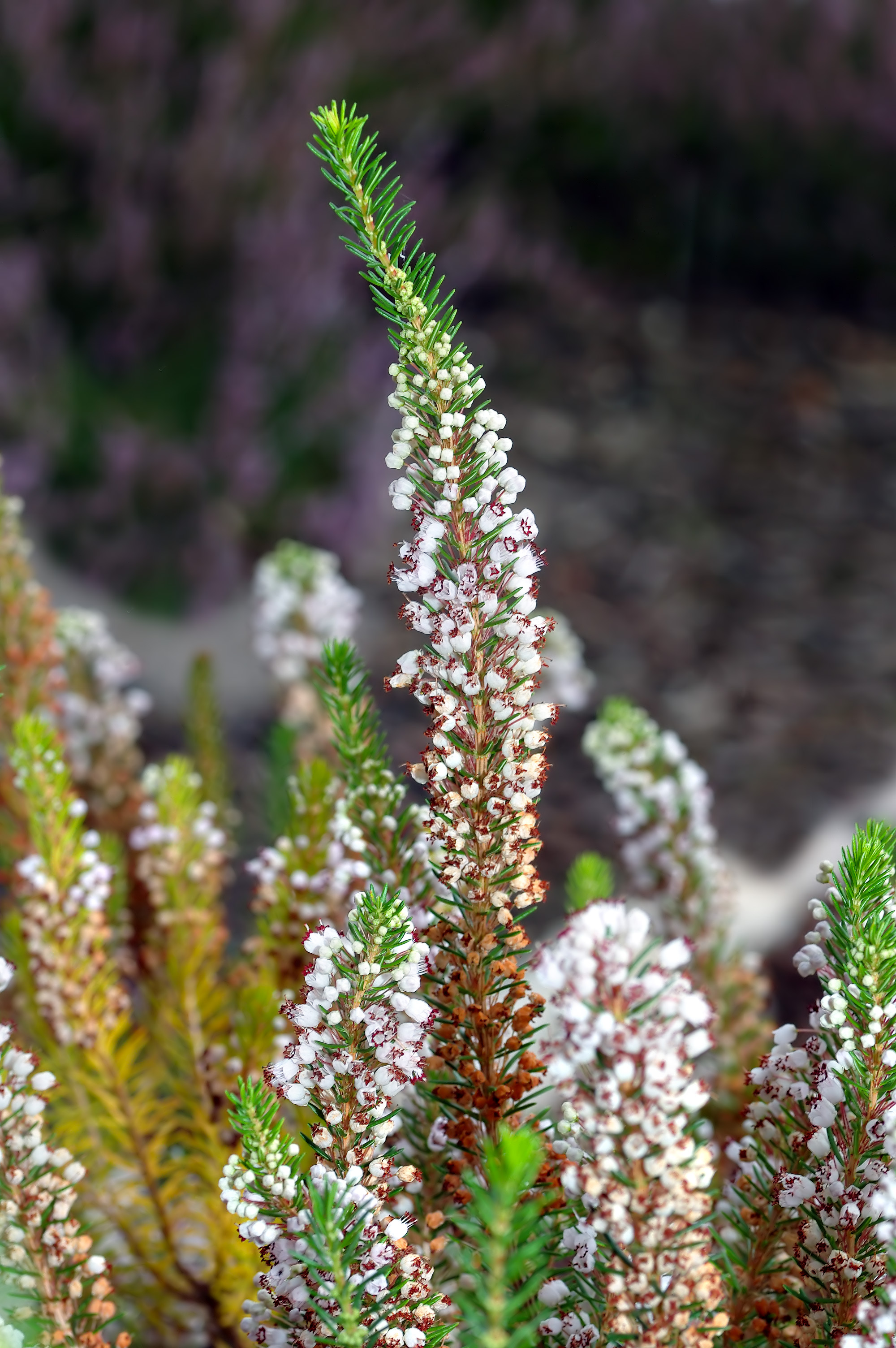
Inflorescencia.

## Descripción
Es un arbusto perennifolio que rara vez alcanza el metro de altura; muy ramosa y de finas acículas verticiladas (4 o 5) fuertemente revolutas, que abunda en las regiones de montaña de toda Europa.
Su crecimiento es mayoritariamente patente (en horizontal) en el medio natural, por lo que no suele alcanzar grandes alturas, pero sí cubrir extensiones en taludes.
Las inflorescencias son racemosas y aparecen en las partes superiores de los tallos.
Sus flores son urceoladas (con los pétalos soldados y de aspecto acampanado) y de color rosado-morado, y se diferencia de otras especies de Erica en que tanto los estambres como el estigma sobresalen por fuera de la corola.

## Floración
A partir de junio hasta septiembre-octubre, según zona.

## Cultivo
En la región eurosiberiana, aunque puede aparecer a cualquier altura es más frecuente en la montaña, a partir de 800 m, depende de la región, por ello es considerado un brezo de montaña. Como la mayoría de especies del género Erica, crece bien en suelos ácidos y oligotróficos.

## Hábitat
Se encuentra por toda Europa, desde España hasta Dinamarca. 
En España es común en el norte del país, siendo en Cantabria y el País Vasco el brezo más común.

## Taxonomía
Erica vagans, fue descrita por Carlos Linneo y publicado en De Erica 10. 1770.
Citología
Número de cromosomas de Erica vagans (Fam. Ericaceae) y táxones infraespecíficos: 2n=24
Etimología
Erica: nombre genérico que deriva del griego antiguo ereíkē (eríkē); latínizado erice, -es f. y erica = "brezo" en general, tanto del género Erica L. como la Calluna vulgaris (L.) Hull, llamada brecina.
vagans: epíteto latino que significa "errante".
Sinonimia
- Erica multiflora   L.   [1754, Fl. Angl. : ?]   [1754]
- Erica didyma Stokes in With. [1787]
- Erica decipiens St.-Amans [1821]
- Gypsocallis vagans (L.) Gray [1821]
- Erica vaga Salisb.
- Ericoides decipiens (St.-Amans) Kuntze
- Ericoides pallidopurpureum Kuntze
- Ericoides vagans (L.) Kuntze
- Gypsocallis vagans Gray[5]

## Nombres vernáculos
- Castellano: amadío, bereza, berezo, berezo rojo (2), berozo (2), biercol (2), biércol (2), borozo, brecina, brezo (11), brezo azul, brezo enano, brezo negral, brezo rojo, brozo (2), bruco (4), caurioto, furce, graspo, lizarra, rugón (2), ruyón, turuégano, tuérgano, uces, ur, urce (4), urce de flor morada (2), urce griñal, urcia, urz (5), urz negral, uz. Aragonés: brécol, bruco. Bable: argaña, berezu, biriezu, cotoya, gorbieza (2), gorbiezu, gorbizu, gorbiñu, gurbieza, gurbiezo, terenu, uncia.[6] El número entre paréntesis indica el número de especies con el mismo nombre común.